# 3 Dywizja Piechoty (powstanie listopadowe)
3 Dywizja Piechoty – polski związek taktyczny utworzony po wybuchu powstania listopadowego.

## Skład i obsada personalna

### Dowódcy dywizji
- gen. bryg. Jan Zygmunt Skrzynecki[1][2] – 26 stycznia 1831 – 26 lutego 1831
- gen. dyw. Kazimierz Małachowski[2] – 28 lutego 1831 – 20 sierpnia 1831
- gen. bryg. Ludwik Bogusławski – 20 sierpnia 1831 – 28 września 1831

### Struktura organizacyjna
23 stycznia - 17 marca
- 1 brygada – pułkownik Ludwik Bogusławski[1][2]
  - 4 pułk piechoty liniowej (3 bataliony)
  - 8 pułk piechoty liniowej (3 bataliony)[a]
- 2 brygada – major Antoni Tyrakowski[2][b]
  - pułk weteranów (2 bataliony)[c]
  - 5 pułk strzelców pieszych Dzieci Warszawskich (2 a potem 3 bataliony)[4]

17 marca - 26 kwietnia
- 1 brygada – gen. bryg. Ludwik Bogusławski[2]
  - 4 pułk piechoty liniowej (3 bataliony)
  - 8 pułk piechoty liniowej (3 bataliony)
- 2 brygada – pułkownik Bazyli Wierzbicki[2]
  - pułk weteranów (2 bataliony)
  - 20 pułk piechoty liniowej (3 bataliony)
  - 5 pułk strzelców pieszych (3 bataliony)

26 kwietnia do 10 czerwca
- 1 brygada – gen. bryg. Ludwik Bogusławski[2]
  - 4 pułk piechoty liniowej (4 bataliony)
  - 8 pułk piechoty liniowej (3 bataliony)
- 2 brygada – pułkownik Emilian Węgierski
  - pułk weteranów (2 bataliony)
  - 5 pułk strzelców pieszych (3 bataliony)

Od 10 czerwca
- 1 brygada – gen. bryg. Ludwik Bogusławski[2]
  - 4 pułk piechoty liniowej (4 bataliony)
  - 10 pułk piechoty liniowej (3 bataliony)
- 2 brygada – pułkownik Emilian Węgierski
  - 8 pułk piechoty liniowej (3 bataliony)
  - 5 pułk strzelców pieszych (3 bataliony)